# Šípkov
Šípkov – wieś (obec) w powiecie Bánovce nad Bebravou, w kraju trenczyńskim na Słowacji. Znajduje się w regionie Górna Nitra w północno-zachodniej części Słowacji.